# Somebody (Bryan Adams)
Somebody è una canzone rock scritta da Bryan Adams e Jim Vallance per il quarto album di Adams Reckless del 1984.
È stato il secondo singolo ad essere estratto dall'album Reckless. Il singolo raggiunse la vetta della classifica BillboardMainstream Rock Tracks, e la posizione numero undici della Billboard Hot 100.

## Tracce
1. Somebody – 4:44
2. Long Gone – 3:57

## Video
Esistono due versioni del video musicale della canzone: la prima vede Bryan cantare la canzone assieme alla sua band durante un concerto con le urla del pubblico come sottofondo; mentre nella seconda Bryan canta da solo in mezzo alla radura durante il tramonto per poi esibirsi in uno stadio di calcio. In questa versione del video compare l'attrice Lysette Anthony (già apparsa in Run to You) che dopo aver litigato col fidanzato esce dalla sua macchina, ma poi vi risale di nuovo e si dirige nello stesso stadio dove si esibisce il cantautore canadese anche sullo schermo.

## Classifiche
| Classifica (1985)             | Posizione massima |
| ----------------------------- | ----------------- |
| Australia                     | 76                |
| Belgio (Fiandre)              | 30                |
| Canada                        | 13                |
| Irlanda                       | 20                |
| Regno Unito                   | 35                |
| Stati Uniti                   | 11                |
| Stati Uniti (mainstream rock) | 1                 |